# Fremdwährungskredit
Fremdwährungskredit ist ein Kredit, der in einer anderen Währung als der Inlandswährung des Kreditnehmers aufgenommen und auch in dieser zurückgezahlt wird.

## Allgemeines
Voraussetzung für einen Fremdwährungskredit ist ein liberaler Geld- und Kapitalmarkt, der die Gewährung eines Fremdwährungskredits durch Kreditgeber und die Aufnahme durch Kreditnehmer zulässt. In Staaten mit Devisenverkehrsbeschränkungen ist die Aufnahme von Fremdwährungskrediten hingegen meist genehmigungspflichtig oder nicht zulässig.
Motive für die Aufnahme durch Kreditnehmer können kommerzielle oder spekulative sein.
- Kommerzielle Gründe liegen vor, wenn der Kreditnehmer vor oder am Fälligkeitstag des Fremdwährungskredits von dritter Seite Zahlungen in derselben Fremdwährung erhält, die er ganz oder teilweise für die Tilgung des Fremdwährungskredits verwenden kann. Der Kreditnehmer verfügt dann als Exporteur über die Währung des Fremdwährungskredits. Er kommt für Verkäufer in Frage, die in Fremdwährung abgeschlossen haben,[2] also auch Forderungen in der gleichen Fremdwährung besitzen. Der Exporteur nimmt einen Fremdwährungskredit in gleicher Höhe und Währung auf, in der er den Eingang von Fremdwährungen erwartet.[3] Importeure können mit Hilfe eines Fremdwährungskredits die Zwischenfinanzierung eines Imports vornehmen und erwarten aus anderen Transaktionen Geldeingänge in der Währung und Höhe des Fremdwährungskredits.
- Spekulative Gründe liegen in allen anderen Fallgestaltungen vor, wenn der Kreditnehmer nicht sofort und kongruent Kurssicherungsgeschäfte abschließt. Dann muss er spätestens am Fälligkeitstag durch ein Kassageschäft die Devisen zur Rückzahlung des Fremdwährungskredits beschaffen und trägt damit ein Kursrisiko.

## Zinsdifferenz
Hauptgrund für die spekulative Aufnahme von Fremdwährungskrediten ist ein Unterschied zwischen dem Zinsniveau in der Inlandswährung und dem Zinsniveau im Land der Fremdwährung. Ist der Kreditzins in der Inlandswährung höher als der vergleichbare Kreditzins im Land der Fremdwährung, so lohnt sich die Aufnahme eines Fremdwährungskredits. Wird der Fremdwährungskredit ausgezahlt, muss der Kreditnehmer durch ein Devisenkassageschäft die Fremdwährung in Inlandswährung umtauschen, weil er im Regelfall die Einnahmen aus der Kreditauszahlung in Fremdwährung nicht verwenden kann. Er schließt zu diesem Zweck einen Kassaverkauf ab, durch den er Inlandswährung erhält. Das wiederum erfordert spätestens am Fälligkeitstag einen Kassakauf, um die zur Rückzahlung erforderlichen Fremdwährungsbeträge zu beschaffen. Das von ihm zu tragende Kursrisiko besteht darin, dass die Kurse zwischen Kassaverkauf und -kauf nicht identisch sind.

## Risiken für den Kreditnehmer und Kreditgeber
Risiken für den Kreditnehmer gibt es nur bei spekulativ aufgenommenen Fremdwährungskrediten. Es besteht dann das Risiko, dass sich der Wechselkurs nach der Kreditaufnahme bis zum Fälligkeitstag (also zwischen dem Kassaverkauf bei der Auszahlung und dem Kassakauf am Fälligkeitstag) verändert. Sinkt der Wechselkurs beim Fremdwährungskredit bis zum Fälligkeitstag, erzielt der Kreditnehmer einen Kursgewinn, umgekehrt erleidet er einen Kursverlust. Um dieses Risiko von Wechselkursveränderungen während der Kreditlaufzeit auszuschließen, kann der Kreditnehmer noch am Tag der Aufnahme des Fremdwährungskredits ein Devisentermingeschäft oder Devisenoptionsgeschäft mit identischer Laufzeit abschließen. Das wird sich aber regelmäßig nicht lohnen, weil die Swapkosten für diese Geschäfte die durch den Fremdwährungskredit gewonnene Zinsdifferenz wieder wegnimmt. Deshalb werden die Kreditnehmer von Fremdwährungskrediten keine Kurssicherung vornehmen und sind daher einem hohen Rückzahlungsrisiko ausgesetzt. Kreditgeber (Kreditinstitute) sind bei Fremdwährungskrediten ebenfalls einem erhöhten Rückzahlungsrisiko ausgesetzt, wenn der Kreditnehmer am Fälligkeitstag mehr Inlandswährung aufbringen muss als er bei der Auszahlung erhalten hat. Dieses erhöhte Kreditrisiko gleichen sie durch etwa 20 % höhere Kreditsicherheiten aus.

## Fremdwährungskredite bei Kommunen
Die Aufnahme von Fremdwährungskrediten ist im Rahmen der kommunalen Finanzmittelbeschaffung (Kommunalkredit, Kassenkredit) in vielen Bundesländern kommunalrechtlich grundsätzlich zulässig. Da die kommunalen Kreditnehmer keine kommerziellen Gründe bei der Aufnahme von Fremdwährungskrediten verfolgen, ist deren Aufnahme als Spekulation untersagt. In die Schlagzeilen geraten sind deutsche Kommunen als Kreditnehmer, die Fremdwährungskredite aufgenommen hatten, nur um das niedrige Zinsniveau in der Schweiz auszunutzen. Da sich aber das Zinsniveau auch in Deutschland ermäßigte und der Kurs des Schweizer Franken stark anstieg, waren erhebliche Verluste zu realisieren oder sind noch als latente Verluste vorhanden. Allein in NRW sollen 26 Kommunen Fremdwährungskredite in CHF aufgenommen haben, um die Zinslast zu senken. Von den Kommunalkrediten in NRW in Höhe von 47,57 Mrd. Euro (2013) entfielen 1,86 Mrd. Euro (oder 4 % aller Kommunalkredite) auf Fremdwährungskredite.

## Fremdwährungskredite und Länderrisiko
Aus Sicht der Kreditnehmer handelt es sich bei Fremdwährungskrediten um Fremdwährungsverbindlichkeiten. In der Volkswirtschaftslehre bilden die Fremdwährungsverbindlichkeiten einen Teil der Staatsverschuldung. Insbesondere Schwachwährungsländer wie Entwicklungs- und Schwellenländer und deren Importeure sind meist nicht in der Lage, Auslandskredite in Inlandswährung zu erhalten und unterliegen daher dem Problem der Original Sin. Diese Staaten selbst oder deren importierende Unternehmen sind dann gezwungen, im Ausland Fremdwährungskredite aufzunehmen. Für deren Rückzahlung muss der Staat entsprechende Devisenbestände bereithalten oder noch erwirtschaften. Gelingt dies nicht, müssen der schuldende Staat oder die Unternehmen sich am Devisenmarkt die zur Rückzahlung der Fremdwährungskredite erforderlichen Devisen durch Kassageschäfte beschaffen. Geschieht dies dauerhaft, entsteht ein Abwertungsdruck, so dass der betroffene Staat oder dessen Importunternehmen immer mehr Inlandswährung zur Beschaffung der Devisen aufbringen müssen.
Dieser sich selbst verstärkende Prozess führt letztlich zur Devisenarmut und damit zur Devisenbewirtschaftung, die den importierenden Unternehmen eine Aufnahme von Fremdwährungskrediten untersagt oder sie zumindest von staatlicher Genehmigung abhängig macht. Diese Situation stellt für die Kreditgeber der Fremdwährungskredite ein besonderes Rückzahlungsrisiko dar. Deshalb sind Fremdwährungskredite im Länderrisiko besonders zu berücksichtigen, weil die Regierung oder Zentralbank eines Staats nicht in der Lage (wirtschaftliches Risiko) oder willens (politisches Risiko) sein kann, die zur Rückzahlung der Fremdwährungsverbindlichkeiten erforderlichen Devisen zu beschaffen oder der Staat vorhandene Devisen nicht zur Rückzahlung einsetzt (Transferstopprisiko). Ratingagenturen und Banken vergeben in diesen Fällen neben dem Länderrating ein so genanntes Fremdwährungsrating, das das Transferstopprisiko berücksichtigt.

## International

### Österreich
Österreichische Banken vergeben im Euroraum rund 40 % aller Fremdwährungskredite. In Österreich ist der Anteil der Fremdwährungskredite am gesamten Kreditvolumen relativ hoch. In Vorarlberg betrug er 41 %, in Tirol 29 %. In ganz Österreich machen sie 25 % aller Kredite aus. Sogar private Immobilienfinanzierungen werden als Fremdwährungskredite abgeschlossen.
In Österreich sind Fremdwährungskredite seit den späten 1990er Jahren so beliebt, dass im November 2008 etwa ein Drittel des Privatkreditvolumens in fremden Währungen vereinbart war. Im Jahr 2009 entfiel damit nach Volumen annähernd die Hälfte der Fremdwährungskredite in Euroländern auf Österreich. Es ist üblich, diese Art der Finanzierung endfällig aufzunehmen, also nur Zinszahlungen während der Laufzeit und Tilgung am Ende der Laufzeit. Um den Kreditbetrag anzusparen, wird im Regelfall ein Ansparplan abgeschlossen, da man durch die zu erwartenden Kursgewinne bei Wertpapierveranlagungen eine weitere Kostenreduktion erwartet. Eine solche, auch als „Tilgungsaussetzungsdarlehen“ bezeichnete Finanzierung, birgt natürlich ein weiteres Risiko in sich.
Die Finanzmarktaufsicht (FMA) betrachtet dieses Risiko als systemrelevant und hat eine Empfehlung veröffentlicht, die hohe Anforderungen an die Erteilung neuer Fremdwährungsprivatkredite stellt. Als Maßstab für die Sorgfaltspflicht der Banken stellt die Empfehlung einen Quasistandard dar.
Die Erweiterung des Mindeststands vom 16. Oktober 2003 durch die Finanzmarktaufsicht am 22. März 2010 verbietet Neukredite in Fremdwährung sowie Tilgungsträgerkredite für Privatpersonen – mit wenigen Ausnahmen.
Derzeit  ist die Vergabe eines Fremdwährungskredits in Österreich erlaubt, jedoch sind von Seiten der FMA strenge Regeln eingeführt worden. Die Vergabe ist nur nach einer strengen Bonitätsprüfung möglich. Diese soll ermitteln, ob der Kreditnehmer über genug Reserven für etwaige Änderungen im Wechselkurs verfügt. Auch Menschen, die ihr Einkommen in der Kreditwährung beziehen, sind eingeschlossen. Für alle gilt aber die Regelung, dass keine Variante mit einem kapitalaufbauenden Tilgungsträger mehr erlaubt ist.

### EuGH zu Fremdwährungskrediten
Der Europäische Gerichtshof (EuGH) hat im Oktober 2019 entschieden, dass es mit dem EU-Recht vereinbar sei, Fremdwährungskredite für unwirksam zu erklären. Gerichte in EU-Mitgliedstaaten können demzufolge Kreditverträge mit Fremdwährungsklauseln für nichtig erklären. Ein polnisches Gericht hatte den EuGH gefragt, ob sich die strittige Fremdwährungsklausel durch allgemeine Bestimmungen des polnischen Rechts ersetzen lässt oder ob sie den gesamten Vertrag hinfällig macht. „In Darlehensverträgen, die in Polen geschlossen wurden und an eine Fremdwährung gekoppelt sind, dürfen die missbräuchlichen Klauseln über die Wechselkursdifferenz nicht durch allgemeine Bestimmungen des polnischen Rechts ersetzt werden“.